# You (ep)
You is de tweede ep van de Amerikaanse rapper Mac Miller. De ep werd zonder enige melding of release online gezet op DatPiff.com. Opvallend aan de ep is dat de muziek totaal anders is dan de muziek die Mac Miller in mixtapes, albums en in zijn andere ep (On And On And Beyond). Psychedelische Hip-Hop komt te pas in deze ep.
| Nr. | Titel           | Duur  |
| --- | --------------- | ----- |
| 1.  | Life Can Wait   | 04:22 |
| 2.  | Love Affair     | 04:42 |
| 3.  | Suspicions      | 03:40 |
| 4.  | A Moment 4 Jazz | 03:43 |
| 5.  | You             | 05:52 |